# Transversaliteit
Transversaliteit is een begrip uit de differentiaaltopologie, de tak van de wiskunde die gladde vervormingen van gekromde ruimten bestudeert. Intuïtief beschrijft het de "meest algemene" onderlinge ligging van twee deelruimten.

Twee onderling transversale krommen op een sfeer

Twee onderling niet-transversale krommen op een sfeer

## Definitie
Zij {\displaystyle M} een gladde variëteit, en {\displaystyle X} en {\displaystyle Y} twee deelvariëteiten van {\displaystyle M}. We zeggen dat de variëteit {\displaystyle X} de variëteit {\displaystyle Y} transversaal snijdt, dikwijls dwars snijdt, in een gegeven punt {\displaystyle p} van {\displaystyle X} als aan een van de volgende twee voorwaarden voldaan is:
- {\displaystyle p} behoort niet tot {\displaystyle Y}, of
- {\displaystyle p} behoort tot de doorsnede van {\displaystyle X} met {\displaystyle Y}, en de raakruimten van {\displaystyle X} en {\displaystyle Y} in het punt {\displaystyle p} brengen samen de raakruimte van {\displaystyle M} in het punt {\displaystyle p} voort.

Als {\displaystyle X} de deelvariëteit {\displaystyle Y} transversaal snijdt in alle punten van {\displaystyle X}, dan geldt omgekeerd dat {\displaystyle Y} ook {\displaystyle X} transversaal snijdt in alle punten van {\displaystyle Y}, en we zeggen kortweg dat {\displaystyle X} en {\displaystyle Y} elkaar transversaal snijden.
Merk op dat twee disjuncte deelvariëteiten van {\displaystyle M} elkaar per definitie "transversaal snijden".

## Voorbeelden
Zij {\displaystyle M=\mathbb {R} ^{2}} het euclidische vlak, en {\displaystyle X} en {\displaystyle Y} twee gladde krommen. Ze zijn transversaal in alle punten behalve hun eventuele raakpunten. Krommen die elkaar niet raken (wel eventueel snijden), zijn transversaal.
Zij {\displaystyle M=\mathbb {R} ^{3}} de euclidische ruimte, en {\displaystyle X} en {\displaystyle Y} twee gladde krommen. De raakruimten van {\displaystyle X} en {\displaystyle Y} zijn overal eendimensionaal, en kunnen dus nooit samen de driedimensionale raakruimte van {\displaystyle M} voortbrengen. {\displaystyle X} en {\displaystyle Y} kunnen dus alleen maar transversaal zijn als ze disjunct zijn.
Dit kan gegeneraliseerd worden tot
{\displaystyle \dim X+\dim Y<\dim M};
dan zijn {\displaystyle X} en {\displaystyle Y} slechts transversaal als ze disjunct zijn.
Zij {\displaystyle M=\mathbb {R} ^{3}} de euclidische ruimte,  {\displaystyle X} een gladde kromme en {\displaystyle Y} een glad oppervlak. Dan zijn {\displaystyle X} en {\displaystyle Y} transversaal als en slechts als in elk van hun snijpunten, de raaklijn aan {\displaystyle X} het raakvlak aan {\displaystyle Y} snijdt.
Als {\displaystyle X} of {\displaystyle Y} dezelfde dimensie heeft als {\displaystyle M}, dan zijn {\displaystyle X} en {\displaystyle Y} steeds transversaal.

## Doorsnede van twee deelvariëteiten
De belangrijkste motivatie van deze definitie ligt in de volgende eigenschap:
De doorsnede van twee transversale deelvariëteiten is opnieuw een deelvariëteit, en in dat geval is
{\displaystyle \mathrm {codim} (X\cap Y)=\mathrm {codim} \,X+\mathrm {codim} \,Y}
Met {\displaystyle \mathrm {codim} V} bedoelen we de codimensie, dit is het verschil {\displaystyle \dim M-\dim V}.
In het algemeen geval is de doorsnede van twee deelvariëteiten een erg ingewikkelde verzameling, en zeker niet altijd een variëteit.

## Transversaliteit van afbeeldingen
Een indompeling is een gladde afbeelding waarvan de rakende afbeelding overal injectief is.
Twee gladde indompelingen {\displaystyle f:V\to M} en {\displaystyle g:W\to M} heten transversaal als in ieder snijpunt van {\displaystyle f(V)} met {\displaystyle g(W)} de twee bereiken van de rakende afbeeldingen de raakruimte aan {\displaystyle M} voortbrengen. D.w.z. dat voor alle {\displaystyle x\in V,y\in W}
{\displaystyle f(x)=g(y)\implies f_{x}^{*}(T_{x}V)+g_{y}^{*}(T_{y}W)=T_{f(x)}M}
Deze definitie is een veralgemening van de oorspronkelijke, door iedere deelvariëteit van {\displaystyle M} te identificeren met zijn eigen inclusie-afbeelding
{\displaystyle i:X\to M:x\mapsto x}

## Algemene ligging
Transversaliteit moet beschouwd worden als het algemene geval, en niet-transversaliteit als de uitzondering. De volgende stelling maakt dit precies:
Zij {\displaystyle M} een compacte gladde variëteit, dan is de topologie van {\displaystyle M} afkomstig van een metriek. Het heeft dan zin om te spreken over uniforme convergentie van een rij continue afbeeldingen van {\displaystyle M} naar zichzelf. Als {\displaystyle X} en {\displaystyle Y} niet-transversale deelvariëteiten zijn van {\displaystyle M}, dan bestaan er diffeomorfismen van {\displaystyle M} met zichzelf, die uniform convergeren naar de identieke transformatie van {\displaystyle M}, en die {\displaystyle X} afbeelden op een deelvariëteit van {\displaystyle M} die transversaal is met {\displaystyle Y}.
Informeler gezegd, een niet-transversale stand kan door een willekeurig kleine vervorming in een transversale stand worden gebracht. Dit is intuïtief duidelijk voor het geval van rakende krommen in de tweedimensionale sfeer: door een willekeurig kleine vervorming van een van de krommen gaan de twee krommen ofwel uit elkaar liggen (disjunct, dus transversaal), ofwel snijden (eveneens transversaal).
Het begrip "willekeurig klein" kan hier bijvoorbeeld geïnterpreteerd worden als volgt: de topologie van {\displaystyle M} is metriseerbaar, en de diffeomorfismen convergeren uniform naar de identieke transformatie.